# Loena 1960B
Loena 1960B (E-3 serie) (Russisch: Луна-4B]) was de derde poging van de Sovjet-Unie om de achterkant van de Maan te fotograferen. De eerste was de succesvolle Loena 3-missie en de tweede de niet-succesvolle Loena 1960A. Loena 1960B werd gelanceerd op 19 april 1960. Hij werd ontworpen als een kopie van Loena 3, maar met hogere resolutiecamera's en een vlucht dichter langs de Maan net als bij de Loena 1960A. 
De missie was een mislukking. Bij de lancering brak de bevestiging van vier hulpraketten van de verkeerd ontstoken raket los, en deze vlogen in willekeurige richtingen weg. Het ongeval veroorzaakte ook schade aan het lanceerplatform.
Loena 1958A · Loena 1958B · Loena 1958C · Loena 1 · Loena 1959A · Loena 2 · Loena 3 · Loena 1960A · Loena 1960B · Spoetnik 25 · Loena 1963B · Loena 4 · Loena 1964A · Loena 1964B · Kosmos 60 · Loena 1965A · Loena 5 · Loena 6 · Loena 7 · Loena 8 · Loena 9 · Kosmos 111 · Loena 10 · Loena 11 · Loena 12 · Loena 13 · Loena 1968A · Loena 14 · Loena 1969A · Loena 1969C · Loena 15 · Kosmos 300 · Kosmos 305 · Loena 1970A · Loena 16 · Loena 17 · Loena 18 · Loena 19 · Loena 20 · Loena 21 · Loena 22 · Loena 23 · Loena 1975A · Loena 24 · Loena 25 · Loenochod